# Antonio Campos Doménech
Antonio Campos Doménech (Alacant, 18 de setembre de 1808 - 8 d'agost de 1887) va ser un comerciant i polític alacantí, alcalde d'Alacant i president de la Diputació durant el segle xix. Era fill d'Antonio Campos Gil, burgès enriquit mercè el port d'Alacant gràcies a la importació i exportació de bacallà i la consigna de vaixells, alhora que van adquirir terres a l'Horta d'Alacant (Santa Faç, Mutxamel, Almoradí) gràcies a les desamortitzacions. Germà del polític Ramón Campos Doménech. Es va casar amb Juana Carreras, filla de Manuel Carreras Amérigo.
El 1836 esdevingué dipositari del Consolat del Mar i el 1835 regidor d'Alacant amb la Unió Liberal. El 1842 seria uns mesos alcalde fins que fou substituït per Tomás de España Sotelo. En 1853 formà part de la junta que va promoure la construcció del Teatre Principal d'Alacant i del ferrocarril Almansa-Alacant. També fou accionista del Banc d'Espanya i capità i comandant de la Milícia Nacional de 1854 a 1856, donant suport Leopoldo O'Donnell en la vicalvarada. El 1856 fou nomenat diputat a la Diputació d'Alacant per Novelda. El 1865 fou escollit novament diputat provincial i es va presentar a les eleccions a Corts, però no fou escollit. Durant la revolució de 1868 fou exclòs de la Junta Revolucionària Provisional d'Alacant.
Malgrat els seus orígens progressistes, durant la restauració borbònica va organitzar el Partit Conservador, que presidiria des de 1879 fins a la seva mort. També va fundar i dirigir el diari El Eco de la Provincia. De 1875 a 1882 fou president de la Diputació d'Alacant.